# Diplomaragna christofer
Diplomaragna christofer är en mångfotingart som beskrevs av Mikhaljova 1997. Diplomaragna christofer ingår i släktet Diplomaragna och familjen Diplomaragnidae. Inga underarter finns listade i Catalogue of Life.